# BLT (cocktail)
Il BLT è un cocktail statunitense a base di vodka, bacon, lattuga e pomodoro.

## Storia
Le prime testimonianze dell'esistenza del cocktail risalgono agli anni duemila, e vennero fornite da diversi giornali statunitensi. Nel 2007, l'influente critico gastronomico del New York Times Frank Bruni recensì positivamente un BLT preparato da Gordon Ramsay. Durante il mese di luglio del 2009, il quotidiano The Oregonian riportò che, in uno stabilimento dell'Oregon chiamato Gilt Club, i mixologist preparavano quel cocktail utilizzando una combinazione di sale e pancetta tritata sul bordo dei bicchieri. Un mese più tardi, Mike Kirsch di Bacon.Today documentò l'esistenza di un cocktail simile servito ad Aspen, nel Colorado. Intanto, un'apprezzata variante del drink venne rilevata ad Alexandria (Virginia), e veniva preparata da un tale di nome Todd Thrasher. Nel 2010, l'Omaha World-Herald dell'omonima città del Nebraska menzionò un BLT che presentava del liquore al posto della lattuga fra gli ingredienti.
Stando a quanto riportò una pagina del Bulletin del 2011, nel ristorante The Blacksmith veniva preparato un BLT utilizzando la vodka al bacon. Durante il mese di ottobre dello stesso anno, il Willamette Week recensì il Gilt Club di Portland sostenendo che il BLT fosse un alimento ideale da servire in tale luogo. Una voce del Sarasota Herald-Tribune risalente al mese di aprile del 2012 asserì che nel Table Creekside di Sarasota (Florida) veniva preparato un apprezzato BLT dal mixologist Paul Yeomans mischiando sale aromatizzato alla pancetta, acqua di pomodori, e vodka al gusto cetriolo. Nel mese di ottobre del 2012, Nilina Mason-Campbell di Société Perrier dichiarò che il BLT  fosse uno degli alimenti principali del menù dello stabilimento Wildwood, a nord-ovest di Portland.

## Caratteristiche
Il BLT è una bevanda alcolica che, come suggerisce il suo nome, è composta da pancetta (bacon), lattuga (lettuce), e pomodoro (tomato) oltre alla vodka. Stando a quanto disse Sarah Boesveld su The Globe and Mail durante il mese di agosto del 2009, conviene preparare i BLT o i Bloody Mary con il bacon utilizzando del sale insaporito con la pancetta dal momento che preparare la vodka a casa è un processo complicato. Clarissa Wei di Food Network consigliò di preparare il BLT usando anche il succo di limone, il bourbon, la salsa Worcestershire e il rafano.

## Accoglienza
Nella recensione di un ristorante dell'Associated Press del 2009, il BLT preparato da Thrasher di Alexandria veniva definito "un drink sorprendente e da brividi. Si tratta di un enorme cubetto di ghiaccio fatto con acqua di lattuga, e che si trova dentro un bicchiere insaporito ai bordi con il sale al bacon. Della limpida acqua di pomodoro e la vodka infusa con la pancetta vengono mescolate e versate sul cubo di lattuga." La rivista Woman's Day inserì la specialità di Todd Thrasher nel suo elenco delle "bibite più oltraggiose" negli Stati Uniti.
Il BLT venne servito ai partecipanti di un "evento gastro-artistico" tenuto nel 2010 e raccomandato dal Times, che paragonò quella bevanda all'arte minimalista di Mark Rothko. Nel 2012, Amy K. Anderson di Maine Magazine provò il BLT del Bintliff's di Ogunquit (Maine) e ritenne che avesse "un sapore di fumo di legno che lo rende molto facile da sorseggiare".